# ルドルフ＝クリストフ・フォン・ゲルスドルフ

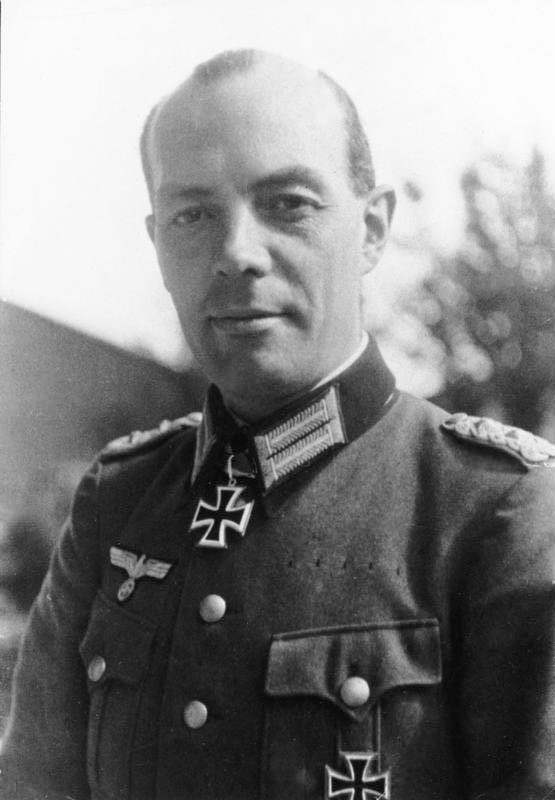
ゲルスドルフ（1944年8月）

ルドルフ＝クリストフ・フォン・ゲルスドルフ男爵（Rudolf-Christoph Freiherr von Gersdorff、1905年3月27日 – 1980年3月27日）は、ドイツの軍人。最終階級はドイツ国防軍少将。ヒトラー暗殺計画参加者の一人。

## 経歴

### 初期の軍歴
シレジアのリューベン（現ポーランド領ルビン）に、男爵エルンスト・フォン・ゲルスドルフ騎兵大尉（のち少将）の次男として生まれる。母親は伯爵家の出身。アビトゥーア合格までリューベンの学校に学び、1923年に士官候補生としてヴァイマル共和国軍陸軍に入営した。1934年にシレジアの財閥フォン・クラマスタ家の一族である女性と結婚、一女をもうけた。先祖代々が勤務したブレスラウの近衛騎兵部隊で軍人の教育を受け、1926年に少尉、1938年に騎兵大尉に昇進。1938年から1939年まではベルリンの陸軍大学で学んで参謀教育を受けた。
陸軍大学を優秀な成績で卒業した後、原隊に復帰して1939年9月のポーランド侵攻に従軍。いとこであるファビアン・フォン・シュラーブレンドルフの仲介により中央軍集団に転属となり、バルバロッサ作戦に従軍。ついでアプヴェーアの連絡将校として参謀本部で偵察課長となる。この転属は、ヒトラー暗殺計画を練るヘニング・フォン・トレスコウらによる働きかけで実現したものだった。1943年4月、ゲルスドルフは偶然カティンの森で4000人以上のポーランド軍将校の遺体を発見した。これは1940年にソ連内務人民委員部により殺害され埋められたカティンの森事件の犠牲者のものだった。

### ヒトラー暗殺計画
1943年3月13日、トレスコウがアドルフ・ヒトラー総統を飛行機に仕掛けた爆弾で暗殺しようとして失敗した後、ゲルスドルフは自分が自爆してヒトラーを暗殺する決意を固めた。
1943年3月21日の英雄記念日にベルリンでソ連軍から捕獲した武器の展示会をヒトラーが参観し、ゲルスドルフが専門家としてその説明係を務めることになった。ゲルスドルフはコートの両ポケットに隠し持った爆弾でゲーリング（帝国元帥）、ヒムラー（SS長官）、カイテル（国防軍最高司令部総長・陸軍元帥）、デーニッツ（海軍総司令官・海軍元帥）ら首脳陣をまとめて暗殺しようとした。ゲルスドルフは左ポケットに隠していた爆弾の10分の時限装置を仕掛けたが、ヒトラーは立ち止まること無く展示会場を抜け、予想より早く会場を後にした。この時の様子の音声については、実はBBCが秘かに録音しており、見学に要した時間は2分程度であった。なお、ヒトラーは外に展示してあったソ連軍の戦車に関心を示し、戦車によじ登るなどした。ゲルスドルフはトイレに入って時限装置を止めた。ヒトラーが想定よりも早く見学を済ませた理由としては、ヒトラーが本能的に危険を察知したのか、ゲルスドルフの様子がおかしいことを見て取った可能性がある。この後ゲルスドルフは東部戦線に転属となった。
1944年、ヒトラー暗殺を試みるクラウス・フォン・シュタウフェンベルクのために、ヴェッセル・フライターク・フォン・ローリングホーフェンが密かに用意した爆弾と時限装置を保管した。暗殺作戦は失敗したが、逮捕された同志たちが口を割らなかったためにゲルスドルフは逮捕・処刑を免れた。このためゲルスドルフはヒトラー暗殺計画参加者の数少ない生き残りとなった。ゲルスドルフの暗殺計画は戦後、彼の回想録で初めて明らかになった。1944年、フランスに転属となり、1944年8月にファレーズ・ポケット突破作戦の立案により騎士鉄十字章を受章した。1945年に少将に昇進。
終戦時にアメリカ軍の捕虜となり、1947年に釈放された。

### 戦後
戦後、西ドイツのドイツ連邦軍に復帰しようとしたが、コンラート・アデナウアー首相の首相府長官を務めるハンス・グロプケ（de:Hans Globke）がかつてのヒトラー暗殺計画参加者を「裏切り者」として採用することを拒んだため、かなわなかった。ゲルスドルフはヨハネ騎士団の福祉活動に挺身し、その名誉団長を務めた。ヨハネ騎士団事故救済会の創設者となった（1952年〜1963年）。のちに乗馬の際の事故で半身不随になった。1979年、福祉活動での功績によりドイツ連邦共和国功労勲章大十字章を受章した。ミュンヘンで死去した。
オイスキルヒェンの兵舎はゲルスドルフを顕彰して「男爵ゲルスドルフ少将兵舎」と命名されている。